# Biserica de lemn din Borșa, Bihor

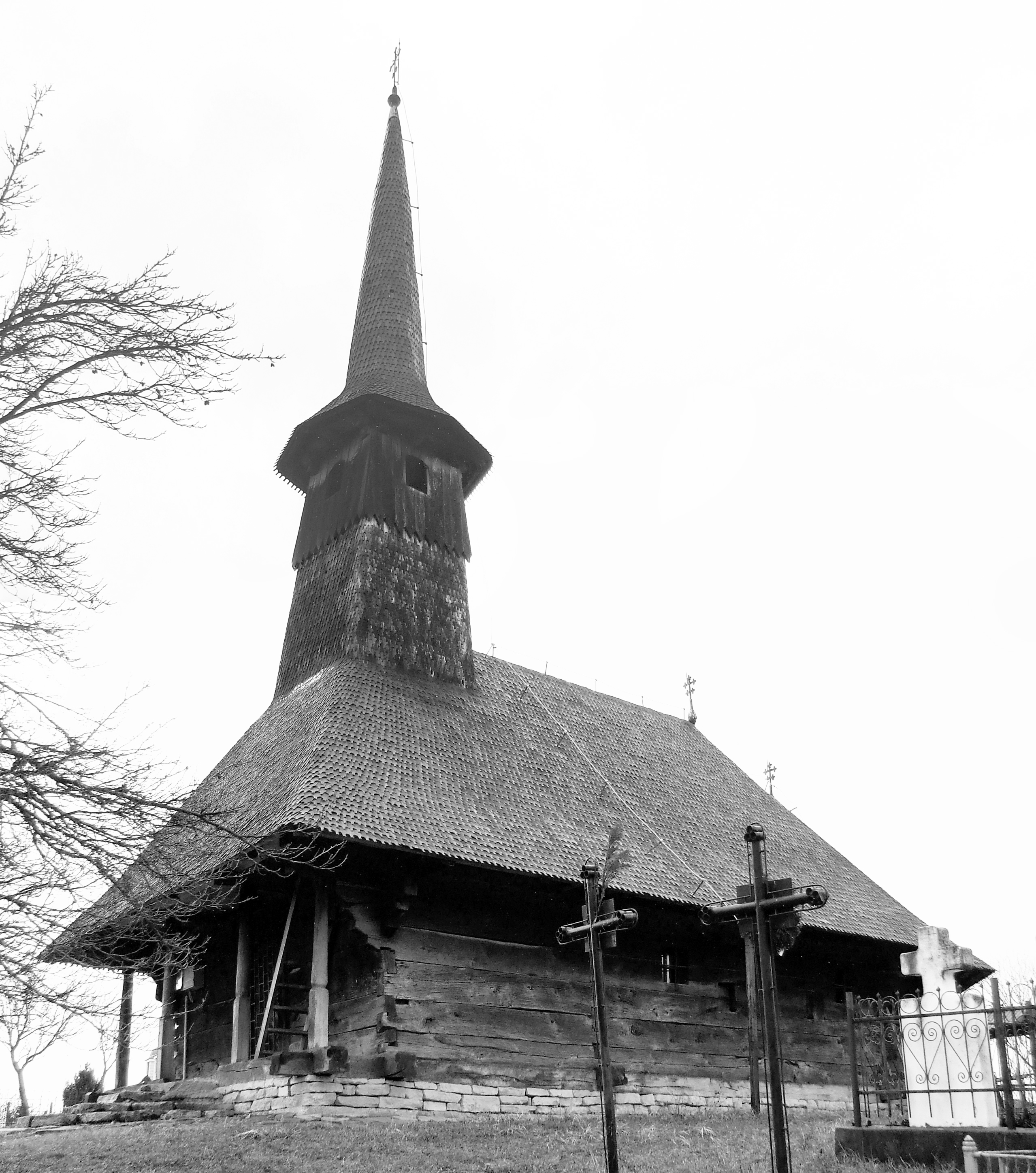
Biserica de lemn din Borşa, judeţul Bihor. Foto 2010

Biserica de lemn din Borșa se află în localitatea omonimă din comuna Săcădat, județul Bihor și a fost construită în anul 1692. Biserica se află înscrisă pe noua listă a monumentelor istorice sub codul LMI:  BH-II-m-B-01119. Are hramul "Sfinții Arhangheli Mihail și Gavriil".

## Istoric și trăsături
Biserica a fost construită în anul 1692 și renovată în 1846 și la sfârșitul secolului al XIX-lea. A fost restaurată de Direcția Monumentelor Istorice în anul 1975. A fost pictată parțial în anii 1807, 1835, 1837 de zugravul Ioan Lăpăușan, amintit în pisania de pe peretele vestic al naosului.